# لوئیس رومو
لوئیس رومو (اسپانیایی: Luis Romo‎؛ زادهٔ ۵ ژوئن ۱۹۹۵) بازیکن فوتبال اهل مکزیک است.
از باشگاه‌هایی که در آن بازی کرده‌است می‌توان به باشگاه فوتبال کرتارو اشاره کرد.
وی همچنین در تیم‌های ملی فوتبال مکزیک و زیر ۲۳ سال مکزیک بازی کرده‌است.